# Miroir du Tibet
Pour les articles homonymes, voir Miroir (homonymie) et Tibet (homonymie).
Miroir du Tibet (tibétain Yulchog Soseu Sargyour Mélong, tibétain : ཡུལ་ཕྱོགས་སོ་སོའི་གསར་འགྱུར་མེ་ལོང, Wylie : yul phyogs so so'i gsar 'gyur me long, en anglais Tibet Mirror) ou Miroir des nouvelles est le nom d'un journal en langue tibétaine, édité en Inde entre 1925 et 1962, et distribué au Tibet. Gyégyèn Tharchin (Gergan Tharchin) en était à la fois le journaliste, le rédacteur en chef et le directeur de publication. Dès le début l'auteur présente une ligne clairement anticommuniste. Vers la fin des années 1940, lorsque les communistes progressent, il chauffe ses lecteurs en les alertant d'une risque imminente d'invasion chinoise. Après 1950, il se positionne sur une ligne nationaliste anti-chinoise et pro-tibétaine.

## Naissance (1925)
La tibétologue Françoise Robin indique que le Miroir des nouvelles a utilisé plusieurs titres en anglais ; « Tibet Mirror, Weekly Tibet Mirror (lorsque la parution était hebdomadaire), ou encore Tibetan Newspaper. Mais le titre tibétain ne varia jamais pendant ses trente-huit ans d’existence : c’était toujours « Le Miroir des nouvelles de chaque région » (Yul phyogs so so’i gsar ’gyur me long, ཡུལ་ཕྱོགས་སོ་སོའི་གསར་འགྱུར་མེ་ལོང་།) ».
Créé en 1925 à Kalimpong dans le Bengale-Occidental, le Miroir du Tibet est, après Le Journal du Ladakh (Ladakh Kyi Akbar), le deuxième journal de langue tibétaine à avoir vu le jour. Son initiateur fut un certain Gergan Dorje Tharchin, Tibétain de confession chrétienne exerçant le ministère de pasteur à Kalimpong, ville peu éloignée de la frontière et vivant du commerce de la laine entre le Tibet et l'Inde. Né en 1890 dans le village de Poo dans l'Himachal Pradesh, il avait été l'élève des missionnaires moraves, (il n’y eut jamais, toutefois, dans le journal, d’articles faisant du prosélytisme).

## Périodicité, tirage et distribution
De périodicité mensuelle, le journal parut pour la première fois en octobre 1925 sous le titre Yulchog Sosoi Sargyur Melong (Miroir des nouvelles de toutes les parties du monde),. Tiré à 50 exemplaires, il fut envoyé par Gergan Tharchin à des amis à Lhassa, ainsi qu'au 13e dalaï-lama, lequel lui écrivit une lettre d'encouragement et devint un lecteur enthousiaste et un abonné régulier. Le 14e dalaï-lama devait hériter de l'abonnement qui continua sans interruption jusqu'en 1959,.
Le Miroir du Tibet eut jusqu'à 150 abonnés, et était diffusé, outre à Lhassa, dans les villes de Lithang, Kantzé, Dégué, Gyantsé et Shigatsé.
Il permit au jeune 14e dalaï-lama de commencer à étudier le monde extérieur. Quand il sut lire, les affaires du monde le passionnèrent, et aujourd'hui il se souvient des numéros du journal contenant de longues histoires sur le Japon, l'Éthiopie et la Grande-Bretagne, et des rapports sur la Seconde Guerre mondiale.

## Gergan Tharchin
Tharchin était à la fois journaliste, rédacteur en chef et directeur de la publication. Il choisissait les nouvelles dans les journaux auxquels il était abonné et les traduisait en tibétain pour le journal. Il s'était donné comme objectifs d'œuvrer à l'éveil des Tibétains au monde moderne et à l'ouverture du Tibet sur le monde extérieur. Le journal rapportait ce qui se passait dans le monde (la révolution chinoise, la Seconde Guerre mondiale, l'indépendance de l'Inde, etc.) mais aussi et surtout en Inde, au Tibet et à Kalimpong même. Il proclamait être un sujet du Raj britannique puis, plus tard, indien. Il était avec le Tibet, mais en tant que chrétien, contrairement à la majorité des Tibétains ou des Indiens. Dans le no 7 de 1952, l'auteur proclame, « Nous, les mangeur de tsampa, les porteurs de chuba, les joueurs de dés, mangeurs de viande crue et séchée, suiveurs du bouddhisme tibétain, parlant une langue tibétaine, le peuple du Ngari Korsum, de l'U-Tsang Ruzhi, du Dokham Gangdrug, les 13 trikors [myriarchies] du Tibet, nous devons nous efforcer de terminer l'occupation [chinoise]. [...] Pour cela, chacun doit s'impliquer dans les efforts. Cette requête est faite par l'éditeur ».

## Influence et positionnement pro-tibétain
Malgré son minuscule tirage, il eut une énorme influence sur un petit cercle d'aristocrates tibétains, et un cercle encore plus restreint de réformistes.
L'intellectuel tibétain Gendün Chöphel (1903-1951) contribue au journal avec des articles critiques.
Le journal se fit l'avocat de l'indépendance du Tibet. Ses bureaux devinrent un lieu de réunion pour les nationalistes, érudits et dissidents tibétains soucieux de moderniser le Tibet pour contrer le défi que constituait une Chine renaissante. Ainsi, en 1946, Tharchin reçut la visite de Phuntsok Wangyal, le fondateur du parti communiste tibétain. Celui-ci expliqua qu'il était venu après la lecture d'un exemplaire du Miroir du Tibet et qu'il souhaitait rencontrer un représentant britannique par l'intermédiaire de Tharchin pour obtenir de l'aide en raison de l'imminence d’une invasion par les communistes chinois. Selon Barun Roy, Tharchin était en étroit contact avec le milieu du renseignement britannique à Kalimpong, ville où se nouaient des intrigues politiques entre espions britanniques, indiens et chinois, réfugiés du Tibet, de Chine, d'Inde et de Birmanie, plus un zeste d'érudits, moines et lamas bouddhistes. Il eut aussi à connaître l'agent secret japonais Hisao Kimura, qui, après avoir séjourné clandestinement en Mongolie pour le compte du gouvernement japonais, avait voyagé en secret au Tibet pour celui du renseignement britannique,.
Dans les années 1950, les communistes chinois tentèrent de courtiser Tharchin par l’entremise d’un aristocrate tibétain qui lui demanda de ne plus publier d’articles « anti-chinois » et de se concentrer sur les « progrès » réalisés par la Chine au Tibet, contre la promesse d’une commande chinoise de 500 exemplaires du journal, et l’assurance de ne pas faire faillite. Tharchin refusa,.
Après 1950 le journal se positionne sur une ligne clairement nationaliste. Ainsi un article en date du 12 janvier 1955 indique : « prétendre que l’État chinois souhaite accorder la liberté au Tibet ou envisage de le faire est semblable à une fleur dans le ciel, à une corne de lapin » – autant d’images familières dans le bouddhisme indo-tibétain pour désigner une impossibilité ontologique ». Françoise Pommaret indique qu'en 1959, un appel à la résistance tibétaine paru dans Miroir du Tibet « s'adressait non pas aux Tibétains mais à tous les mangeurs de tsampa, tant la farine d'orge grillé est symbolique de l'identité tibétaine »,.

## Disparition (1962)
Le Miroir du Tibet cessa d'être publié en 1962 lorsque les réfugiés tibétains firent paraître leur propre journal – Tibetan Freedom (« Liberté tibétaine ») – à Darjeeling. Tharchin, trop âgé pour continuer à s'en occuper, devait décéder en 1976.
En 2005, la maisonnette ayant servi de siège social au journal était toujours debout sur la route de Giri, arborant un panneau portant l'inscription THE TIBET MIRROR PRESS, KALIMPONG, Estd. 1925 (c'est-à-dire « Presse du Miroir du Tibet, Kalimpong, fondée en 1925 ») et l'équivalent en tibétain et en hindi.
L'université Columbia aux États-Unis a rassemblé une collection presque complète du Miroir du Tibet. En France, l'Institut d'études tibétaines (IET) est détenteur de la plus grande collection du journal en Europe, dont une partie a été numérisée dans le cadre d'un accord avec l'université Columbia.